# دینامیک چندجسمی
دینامیک سیستم‌های چندجسمی (به انگلیسی: Multibody dynamics) شاخه‌ای از دینامیک است که به مطالعه نیرو و شتاب در سیستمهای صلب یا انعطاف‌پذیر که توسط اتصالاتی همچون پین، لولا، مفصل کشویی، مفصل همه‌کاره و ... به همدیگر وصل شده‌اند.
مطالعه این علم برای طراحی و تحلیل مکانیزمها ضروری می‌باشد.

## کاربردها
- هوافضا
- بیومکانیک
- موتورهای احتراق داخلی
- دینامیک خودرو
- دینامیک ماشین
- رباتیک

## نمونه
یکی از نمونه‌های پرکاربرد این علم مکانیزم لغزنده-لنگ است. از مکانیزم لغزنده-لنگ هنگامی استفاده می‌شود که قصد داریم حرکت دورانی را به حرکت انتقالی خالص به صورت رفت و برگشتی تبدیل کنیم. برای این منظور به یک میله رابط (لینک) و یک میله دوران کننده متصل به موتور احتیاج است که این دو توسط مفصلی دورانی به همدیگر وصل می‌شوند. جسم متصل به میله رابط انتقال دهنده، به جهت محدودیت‌های مفصل کشویی، صرفا قادر به حرکت انتقالی شده است. در مجموع به لحاظ قیدهای اعمال شده میان اجزای مکانیزم لغزنده-لنگ، درجه آزادی این مکانیزم یک است.

## نرم‌افزارهای MBD
- ADAMS
- LMS Dads
- SimWise 4D
- Working Model 2D
- Visual Nastran 4D
- CosmosMotion
- Artas SAM